# François Couchepin

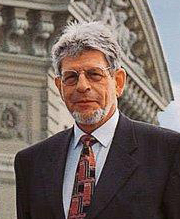
François Couchepin (1998)

François Couchepin (* 19. Januar 1935 in Martigny; heimatberechtigt ebenda; † 23. Februar 2023 in Lausanne) war ein Schweizer Jurist, Politiker (FDP) und Chefbeamter. Von 1991 bis 1999 war er Bundeskanzler.

## Biografie
Der Sohn von Bundesrichter Louis Couchepin und Cousin von Bundesrat Pascal Couchepin studierte Recht an der Universität Lausanne. 1957 schloss er mit dem Lizenziat ab, zwei Jahre später erhielt er im Kanton Wallis die Patente als Rechtsanwalt und Notar. Von 1964 bis 1980 führte er eine eigene Anwaltspraxis in Martigny. 1965 wurde Couchepin in den Grossen Rat des Kantons Wallis gewählt und gehörte diesem bis 1980 an, mehrere Jahre davon als Präsident der freisinnigen Fraktion. 1975 kandidierte er ohne Erfolg bei den Ständeratswahlen. Darüber hinaus war er stellvertretender Sekretär der Schweizer Vereinigung für den Rat der Gemeinden und Regionen Europas.

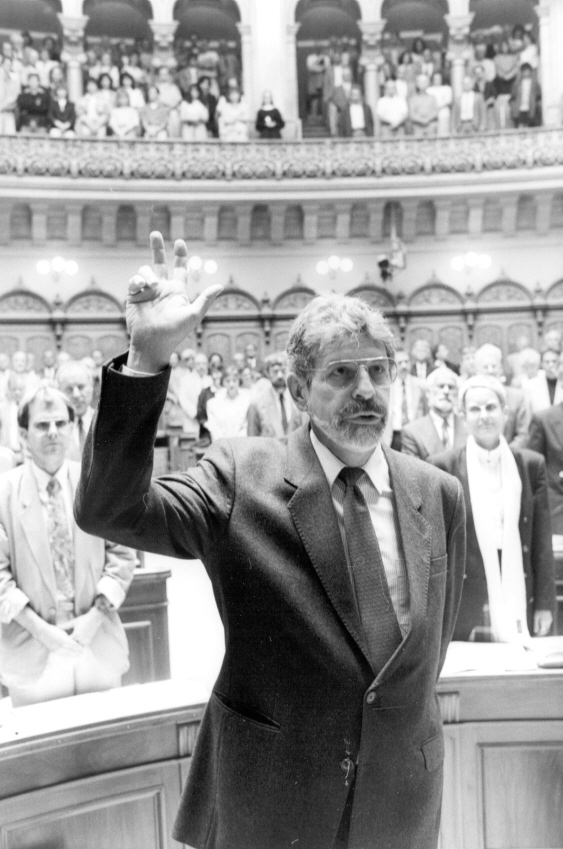
Couchepin bei seiner Vereidigung (1991)

1980 trat Couchepin in die Bundeskanzlei ein, als Chef der französischen Abteilung der zentralen Sprachdienste. Im darauf folgenden Jahr ernannte ihn der Bundesrat zum Vizekanzler. Von Amtes wegen gehörte er als solcher dem Stab für Gesamtverteidigung an. Ausserdem leitete er die Arbeitsgruppe zur Revision des Bundesgesetzes über die politischen Rechte und wurde 1990 im Zusammenhang mit der Aufarbeitung des Fichenskandals interimistisch als Sonderbeauftragter für Staatsschutzakten eingesetzt. Nachdem Bundeskanzler Walter Buser 1991 seinen Rücktritt angekündigt hatte, gab es vier offizielle Kandidaten für dessen Nachfolge. Neben Couchepin waren dies Achille Casanova (CVP), Max Friedli (SVP) und Kurt Nuspliger (SP). Schliesslich wurde Couchepin im sechsten Wahlgang von der Bundesversammlung gewählt.
Während Couchepins Amtszeit gab es mehrere organisatorische Änderungen. Der Eidgenössische Datenschutzbeauftragte wurde der Bundeskanzlei zugeordnet, im Gegenzug wurde die Eidgenössische Drucksachen- und Materialzentrale dem Bundesamt für Bauten und Logistik im Finanzdepartement unterstellt. Couchepin leitete die umfassende Informatisierung der Bundesverwaltung, wozu auch der Aufbau von Datenbanken und Websites gehörte. Im Rahmen der Friedenssicherung im Balkan betreute die Bundeskanzlei ab 1996 Wahlen in Bosnien und Herzegowina und im Kosovo. Mit Erreichen des Pensionsalters trat Couchepin per Ende 1999 zurück. Nach seiner Pensionierung lebte er in Lausanne.